# 恽敬
恽敬（1757年—1817年），字子居，号简堂，江苏阳湖县（今常州市境）人。清代散文家。
早年從舅氏郑环学，乾隆四十八年（1783年），鄉试中举，曾任咸安宫学教习，授官富陽知县，嘉庆五年（1800年）守喪期满，起补江西新喻县令。擢南昌同知，嘉庆十八年署吴城（今江西新建县东北）同知。為官清廉，但所至輒忤逆上司，嘉庆十九年（1812年）为奸民诬告家人得赃，遂以失察被劾，以致罷官家居。
自幼喜爱骈文，后致力于古文，四十歲后方学作文，与张惠言同为“阳湖派”创始人。他的文章推崇孔孟之道，宣扬“性”“命”学说。嘉庆二十二年（1817年）病卒。著作有《三代因格论》《大云山房文稿》等。

## 延伸阅读
[在维基数据编辑]
 在维基文库阅读此作者作品
 《清史稿·卷485》，出自趙爾巽《清史稿》